# Норман (језеро)
Норман (енгл. Lake Norman) је вештачко језеро у Сједињеним Америчким Државама. Налази се на територији америчке савезне државе Северна Каролина. Површина језера износи 132 km².